# Dipartimento del Crostolo
Il dipartimento del Crostolo fu, fra gli anni 1797 e 1815, un dipartimento della Repubblica Cispadana, della Repubblica Cisalpina, della Repubblica Italiana e infine del Regno d'Italia. Il nome deriva dal torrente Crostolo ed ebbe come capoluogo Reggio.

## Storia
Il dipartimento fu creato il 5 gennaio 1797 a seguito della costituzione della Repubblica Cispadana e poi assorbito nella Repubblica Cisalpina, dopo la fusione delle due entità.
Col golpe autoritario del 1798 assorbì alcuni territori meridionali, Massa, Carrara e la Lunigiana organizzate in sottoprefettura, che poi perdette il 1º maggio 1806, ceduti al principato di Lucca. Il 24 maggio dello stesso mese assorbì il principato di Guastalla, staccato dal ducato di Parma il 30 marzo 1806 e donato da Napoleone a sua sorella Paolina Bonaparte e da lei venduto all'Italia. Le residue monete di Massa furono nel frattempo cambiate in lira italiana a un tasso di 1£18s.
Nell'agosto 1811 il Crostolo acquisisce qualche comune distaccato dal dipartimento del Taro, francese, ma ne perderà a sua volta qualche altro, la vice prefettura d'Aulla, ceduto al dipartimento degli Appennini, francese anch'esso.
Il dipartimento venne ricreato fra l'aprile e il maggio 1815 a seguito della riconquista di aree del Regno d'Italia per opera di Gioacchino Murat.

## Distretti
La compartimentazione del Crostolo, rispetto ai dipartimenti lombardi, necessitava preliminarmente di una definizione territoriale dei comuni, mancando qui il catasto. La prima legge di suddivisione fu emanata il 14 germinale VI, e prevedeva l’incorporazione dell’Oltrepò mantovano:
1. Comune di Reggio
2. Comune di Bagnolo
3. Comune di Brescello
4. Comune di Bibbiano
5. Comune di Correggio
6. Comune di Gualtieri
7. Comune di Castelnuovo di Sotto
8. Comune di Gonzaga
9. Comune di Montecchio
10. Comune di San Martino
11. Comune di San Benedetto
12. Comune di Suzzara
13. Comune di Novellara
14. Comune di Saviola
15. Distretto di Albinea
16. Distretto di Cavriago
17. Distretto di Castellarano
18. Distretto di Castelnuovo ne' Monti
19. Distretto di Carpineti
20. Distretto di Fabbrico
21. Distretto di Montefiorino
22. Distretto di Minozzo
23. Distretto di Bussano
24. Distretto di Scandiano
25. Distretto di San Polo

L'Oltrepò mantovano fu immediatamente restituito col golpe del 1798.

### Legge 22 vendemmiale VII
1. Distretto di Reggio
2. Distretto di Correggio
3. Distretto di Novellara
4. Distretto di Gualtieri
5. Distretto di Castelnovo di Sotto
6. Distretto di Montecchio
7. Distretto di Bibbiano
8. Distretto di Scandiano
9. Distretto di Castelnovo ne' Monti
10. Distretto di Carpineti
11. Distretto di Minozzo
12. Distretto di Massa
13. Distretto di Carrara
14. Distretto di Fosdinovo
15. Distretto di Mulazzo

### Legge 23 fiorile IX
1. distretto di Reggio
2. distretto di Massa Carrara

### Decreto 8 giugno 1805
1. distretto di Reggio
  1. cantone di Reggio
  2. cantone di Brescello
  3. cantone di Correggio
  4. cantone di Montecchio
  5. cantone di Scandiano
  6. cantone di Castelnovo ne'Monti
  7. cantone di Carpineti
  8. cantone di Minozza
2. distretto di Massa Carrara
  1. cantone di Massa
  2. cantone di Fosdinovo
  3. cantone di Villafranca

## Prefetti
- 14 Jul 1800 - 30 Sep 1800 Ludovico Bolognini[5]
- Ott 1800 - Ago 1801 Giacomo Greppi
- Set 1801 - Mag 1802 Giovanni Tamassia
- Mag 1802 - 19 Lug 1806 Gaudenzio Maria Caccia, conte di Romentino
- 25 Lug 1806 - Mag 1807 Bernardo Pasini
- 9 Lug 1807 - 12 Feb 1809 Federico Cavriani
- 12 Apr 1809 - 1813 Girolamo Tadini Oldofredi
- 25 Giu 1813 - 1814 Giovanni Minoia